# مارک پلینگتون
مارک پلینگتون (انگلیسی: Mark Pellington؛ زادهٔ ۱۷ مارس ۱۹۶۲) کارگردان فیلم و موزیک ویدئو اهل کشور ایالات متحده آمریکا است. وی از سال ۱۹۹۰ میلادی تاکنون مشغول فعالیت بوده‌است.
او در فیلم پیشگویی‌های مرد شاپرکی کارگردانی و بازی کرده‌است.